# Tanxugueiras
Tanxugueiras (Тангшугејрас) је трио галицијских пандеиретеираса које чине Аида Тарио и сестре близнакиње Олаја и Сабела Манеиро. Група ради са жанром традиционалне галицијске музике покушавајући да јој дају модернији звук, што их приближава стилу ворлд музике или чак попа. Такође настоји да нагласи питања као што је оснаживање жена.
Почеле су да раде заједно под именом Tanxugueiras 2016. Ово име потиче од микротопонима: то је назив неких фарми у жупи Фумасес, у општини Риос, које су добиле име по јазавцима (Гал. teixugos или tanxugos).

## Каријера

### Почетак
Слава Tanxugueiras-а почела је много пре него што су објавили свој први албум. Почетком 2017. видео снимак њиховог певања пре концерта са бендом A Banda das Crechas у Глазгову постао је виралан на друштвеним мрежама.  2017. године сарађивали су на песми „Pepa“, са првог албума групе A banda da Loba.

### 2018:Tanxugueiras
У пролеће 2018. објавили су свој први албум под истим именом као име групе, Tanxugueiras. Ово је освојило МИН награду за ЦД на Галицијском 2018.  Главни сингл албума је био „Que non mo neguen", за који су сарађивали Гвади Галегом. Исте године су објавили рок сингл под називом „Cultura crítica", у којем су сарађивали са групом NAO и реп групом SonDaRúa. Такође су сарађивали са шкотском фолклорном групом Shooglenifty на песми „East West". Током своје турнеје наступале су на разним местима као што су Куба, Индија, Швајцарска и Глазгов.

### 2019:Contrapunto
Средином 2019. године добијају музичку награду Мартин Кодакс у категорији традиционалне галицијске и народне музике. У новембру, други албум, Contrapunto, објављен је под издавачким кућама Calaverita Records и PlayPlan. Продуцирао ју је Tanxugueiras у сарадњи са Исаком Палацином из бенда Berrogüetto, који свира бубњеве. Поред песама ближих традиционалној музици као што су „Perfidia" или „Miña Nai", загазиле су и у друге жанрове у песмама „Malquerenza" и „Desposorio" које по звучности подсећају на поп или електронску музику.

### 2020-2021: Признања и нови синглови
Године 2020. добијају награду за најбољу адаптацију традиционалног комада на 19. Раиз наградама за традиционалну музику. Такође, Contrapunto је препознат као један од најбољих албума на лествицама ворлд музике Европе.
У радовима из 2021. године, уочава се еволуција ка фузији између традиционалне музике и звукова блиских треп и електронској музици. Један од њихових синглова те године, „Figa“, изабран је необавезујућем гласању међу фановима такмичења као омиљена песма за учешће на Песми Евровизије 2022.
Касније су се појавилe на Фестивалу у Бенидорму 2022. са песмом „Terra“, која је заснована на традиционалном ритму муњеире, како би покушале да представљају Шпанију на Песми Евровизије. Такође крајем јануара објављују сарадњу са Рејденом која ће бити део њиховог следећег студијског албума.

## Дискографија
| Година | Албум        | Детаљи | Највише позиције на лествицама |
| ------ | ------------ | --- | ------------------------------ |
| 2018   | Tanxugueiras | - Објављен: 2018. - Формат: ЦД, дигитално преузимање, стриминг - Издавачка кућа: Издат независно                            | —                              |
| 2019.  | Contrapunto  | - Објављен: 2019. - Формат: ЦД, дигитално преузимање, стриминг - Издавачка кућа: Calaverita Records SL и Play Plan Cultural | —                              |
| 2022.  | TBA          | - Објављен: 2022. - Формат: ЦД, дигитално преузимање, стриминг - Издавачка кућа: Calaverita Records SL и Play Plan Cultural | —                              |

Први албум, Tanxugueiras, је објављен 2018. На њему су се нашле следеће песме и тим редоследом:
- „Ai a ribeira"
- „Non cho sei"
- „Aldeiña de Moscoso"
- „Bembibre"
- „Tanxugueiras"
- „A de sempre"
- „En Piornedo"
- „Hermillans"
- „Que non mo neguen"
- „Oleró"
- „Glasgow"

Други албум, Contrapunto, је објављен 2019. На њему су се нашле следеће песме и тим редоследом:
- „Autocracia"
- „Albedrío"
- „Perfidia"
- „Irmandade"
- „Miña Nena"
- „Miña Nai"
- „O Querer"
- „Malquerenza"
- „Desposorio"
- „Maltraer"

### Синглови
| Година | Песма         | Албум        |
| ------ | ------------- | ------------ |
| 2019.  | „Midas"       | Tanxugueiras |
| 2019.  | „Perfidia"    | Tanxugueiras |
| 2019.  | „Desposorio"  | Tanxugueiras |
| 2020.  | „Malqueranza" | Sencillo     |
| 2021.  | „Figa"        |              |
| 2021.  | „Telo"        |              |
| 2021.  | „Terra"       |              |
| 2022.  | „Averno"      |              |

### Сарадње
| Година | Песма                               | Албум |
| ------ | ----------------------------------- | ----- |
| 2017.  | „Pepa" (сарадња са A banda da Loba) |       |
| 2020.  | „Telo" (сарадња са Зиско Феиџом)    |       |
| 2021.  | „Cambia todo" (сарадња са Муердом)  |       |
| 2022.  | „Averno" (сарадња са Рејденом)      |       |